# 哈萨克斯坦—朝鲜关系
哈薩克斯坦－北韓關係亦称朝鮮－哈薩克斯坦關係（韓語：조선민주주의인민공화국-카자흐스탄 관계，是指哈薩克斯坦共和國與朝鮮民主主義人民共和國兩國的雙邊關係。

## 历史
20世纪30年代末，成千上万蘇聯境内的朝鲜人被苏联政府以“遏制日本间谍的渗透活动”为由驱逐到中亚，这些人被称为“高丽人”。据估计，至今仍有10万高丽人居住在哈萨克斯坦境内，他們大多祖籍地為今北韓的咸鏡北道。
北韓與韓國均於1992年1月28日承認哈薩克斯坦并建交，相對於韓國，北韓與哈薩克交流不多。此后不久，北韓在阿拉木圖开设大使馆，但於1998年關閉，此後北韓曾試圖重新開設駐哈薩克斯坦的大使館，但仍然未有得到哈薩克政府的積極回應。而哈薩克從未向北韓任命常駐大使，哈薩克駐中華人民共和國的大使館一直兼任駐北韓大使。